# Joel Lindpere
Joel Lindpere (Tallinn, 5 oktober 1981) is een Estisch betaald voetballer. In 2015 tekende hij bij Nõmme JK Kalju uit de Meistriliiga. Lindpere maakte zijn debuut in het Estisch voetbalelftal in 1999 en speelde op 14 juni 2015 zijn honderdste interland.

## Clubcarrière
Lindpere maakte in 1997 op vijftienjarige leeftijd zijn debuut voor JK Nõmme Kalju. Hij vertrok daarna naar Lelle SK waar hij in drieëntwintig wedstrijden vijf keer scoorde. Na twee seizoenen bij Lelle vertrok hij naar FC Flora Tallinn. In zijn tijd bij Flora Tallinn speelde hij op huurbasis ook voor FC Warrior Valga en CSKA Sofia uit Bulgarije. Met Flora Tallinn werd hij in zowel 2002 als 2003 kampioen van Estland. In februari van 2007 tekende Lindpere bij het Noorse Tromsø. Na twee jaar bij Tromsø besloot Lindpere te vertrekken. Hij liep stage bij Hansa Rostock, Anzji Machatsjkala en Sibir Novosibirsk maar tekende uiteindelijk bij het Amerikaanse New York Red Bulls. Hij scoorde zijn eerste doelpunt voor New York in een vriendschappelijke wedstrijd tegen het Braziliaanse Santos. Aan het einde van het seizoen in 2010 werd Lindpere benoemd tot New York Red Bull's 'Most Valuable Player'. Op 4 januari 2013 tekende hij een contract bij Chicago Fire. Hij maakte op 3 maart zijn debuut voor Chicago tegen Los Angeles Galaxy. Zijn eerste goal voor de club scoorde hij op 20 juli tegen DC United. In diezelfde wedstrijd gaf hij ook twee assists. Na één seizoen bij Chicago Fire, waarin hij in vijfentwintig competitiewedstrijden twee doelpunten maakte en acht assists gaf, tekende hij op 24 januari 2014 bij het Tsjechische FC Baník Ostrava. Na achttien competitiewedstrijden verliet hij de Tsjechische club op 9 januari 2015. Op 5 maart 2015 keerde hij terug bij het Estische Nõmme JK Kalju, waar hij zijn carrière ook begon.